# Tony Shelly
Tony Shelly (n. 2 februarie 1937, Noua Zeelandă – d. 4 octombrie 1998, Noua Zeelandă) a fost un pilot de Formula 1. De-a lungul carierei a luat startul în 1 cursă, niciuna din pole-position. Nu a câștigat nicio cursă și nu a terminat niciodată pe podium, acumulând 0 puncte în întreaga activitate ca pilot de Formula 1.